# Saint-Jory-las-Bloux
Pour les articles homonymes, voir Saint-Jory (homonymie).
Saint-Jory-Lasbloux redirige ici.
Saint-Jory-las-Bloux (nom officiel), très souvent orthographiée Saint-Jory-Lasbloux, est une commune française située dans le département de la Dordogne, en région Nouvelle-Aquitaine.

## Géographie

### Généralités

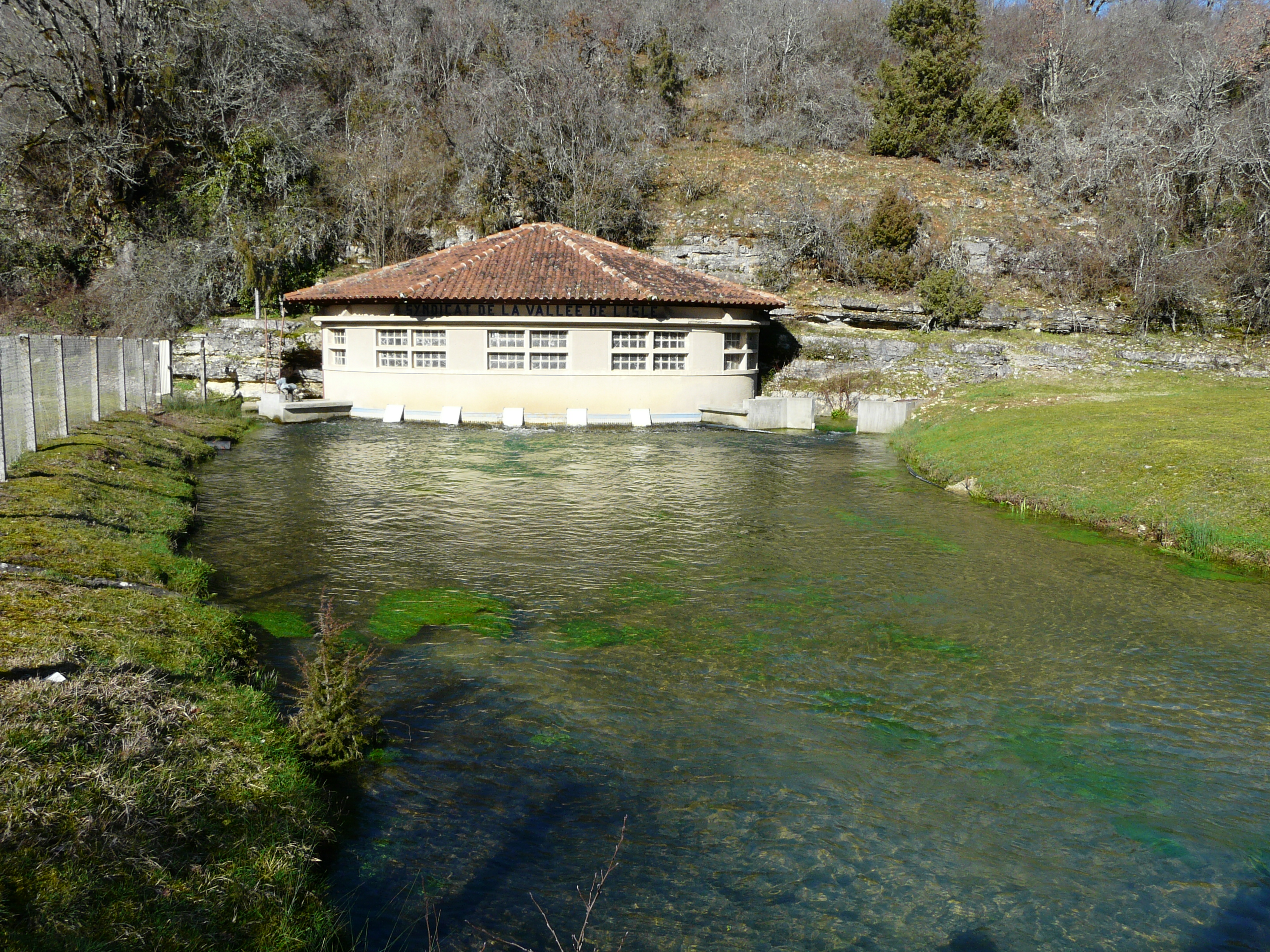
Captage de l'eau au niveau de la source de Glane.

La commune de Saint-Jory-las-Bloux (nom officiel), très souvent orthographiée Saint-Jory-Lasbloux, s'étend sur 16,94 km2, dans le quart nord-est du département de la Dordogne, dans le nord du Périgord central. Elle est traversée du nord au sud par l'Isle, le principal affluent de la Dordogne. Au sud-ouest, la Glane, modeste affluent de l'Isle par la longueur (environ 750 mètres) mais de débit important, alimente en eau potable onze communes par le captage d'une partie de ses eaux au niveau de sa résurgence. C'est la partie aérienne d'une rivière souterraine explorée pour la première fois en 1977 et dont trois kilomètres de son parcours ont été reconnus dans les années 1980.
Domaine de la truffe et autrefois terroir de vignobles réputés, le territoire communal associe paysages verdoyants, sources et plateaux calcaires. Il est desservi par les routes départementales 73, 73E et 76.
Établi sur une hauteur en rive gauche de l'Isle, le bourg de Saint-Jory-las-Bloux se situe, en distances orthodromiques, sept kilomètres au sud-sud-est de Thiviers et autant à l'ouest-nord-ouest d'Excideuil.

### Communes limitrophes
Saint-Jory-las-Bloux est limitrophe de sept autres communes, dont Saint-Sulpice-d'Excideuil au nord-est sur environ 150 mètres.
|                               | Corgnac-sur-l'Isle   | Saint-Sulpice-d'Excideuil |
| Négrondes                     | Saint-Jory-las-Bloux | Saint-Germain-des-Prés    |
| Sorges et Ligueux en Périgord | Savignac-les-Églises | Coulaures                 |

### Géologie et relief

#### Géologie
Situé sur la plaque nord du Bassin aquitain et bordé à son extrémité nord-est par une frange du Massif central, le département de la Dordogne présente une grande diversité géologique. Les terrains sont disposés en profondeur en strates régulières, témoins d'une sédimentation sur cette ancienne plate-forme marine. Le département peut ainsi être découpé sur le plan géologique en quatre gradins différenciés selon leur âge géologique. Saint-Jory-las-Bloux est située dans le deuxième gradin à partir du nord-est, un plateau formé de roches calcaires très dures du Jurassique que la mer a déposées par sédimentation chimique carbonatée, en bancs épais et massifs.
Elle est dans le causse de Savignac, qui, avec le causse de Cubjac et le causse de Thenon, forme un ensemble de collines karstifiées dans les calcaires liasiques et jurassiques à l'est de Périgueux jusqu'à Excideuil et Thenon, d'environ 30 km N-S et 15 km O-E, coupé par les vallées de l'Isle, de l'Auvézère et de la Loue.
Les couches affleurantes sur le territoire communal sont constituées de formations superficielles du Quaternaire et de roches sédimentaires datant pour certaines du Cénozoïque, et pour d'autres du Mésozoïque. La formation la plus ancienne, notée l1, date de l'Hettangien inférieur, une alternance de calcaires dolomitiques, marnes dolomitiques, d'argilites et de grès fins. La formation la plus récente, notée CFp, fait partie des formations superficielles de type colluvions indifférenciées de versant, de vallon et plateaux issues d'alluvions, molasses, altérites. Le descriptif de ces couches est détaillé dans  les feuilles « no 735 - Thiviers » et « no 759 - Périgueux (est) » de la carte géologique au 1/50 000 de la France métropolitaine, et leurs notices associées,.

Carte géologique de Saint-Jory-las-Bloux.

#### Relief et paysages

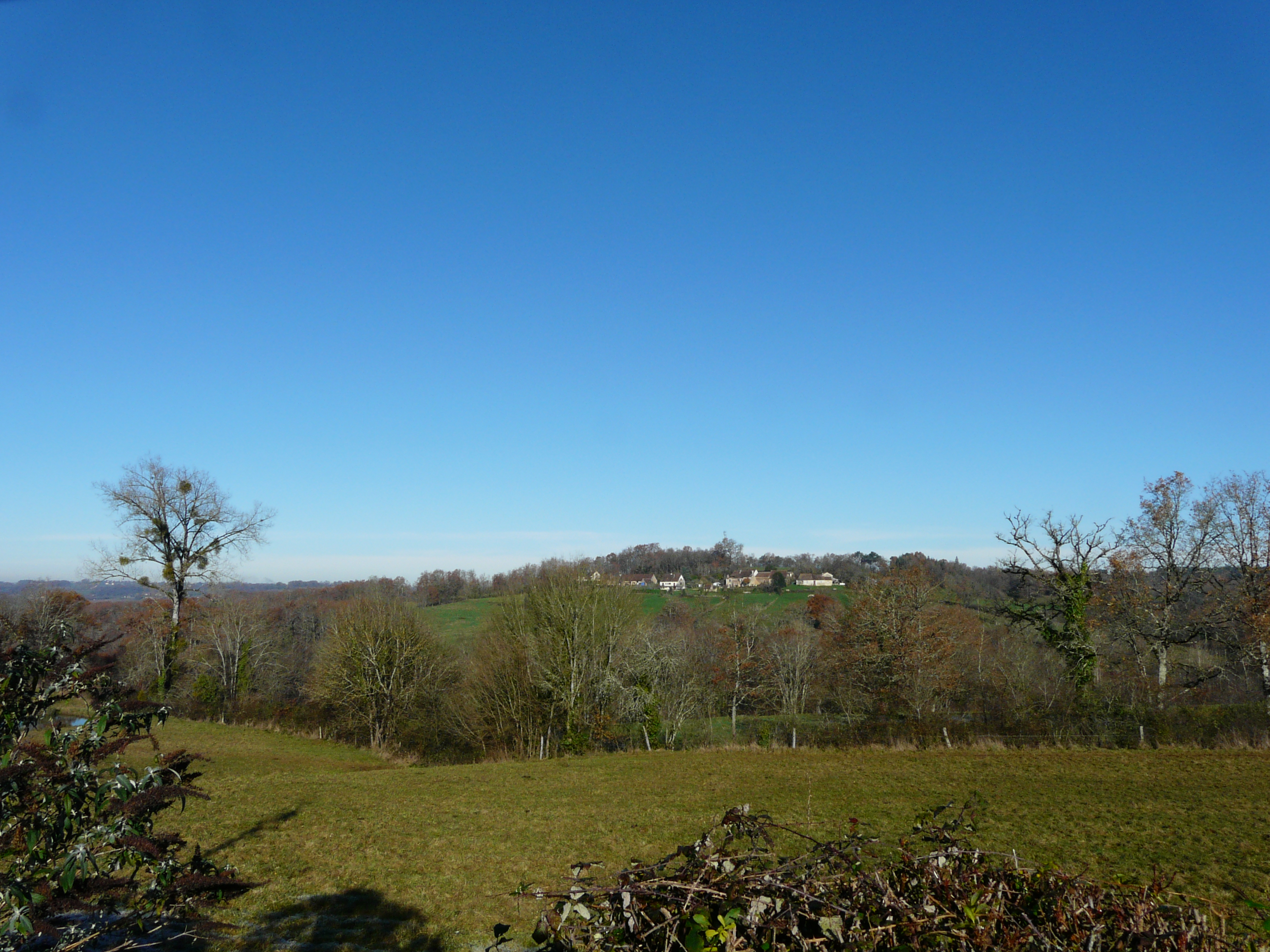
Vue prise vers le nord depuis le bourg, en direction de Tersac.

Le département de la Dordogne se présente comme un vaste plateau incliné du nord-est (491 m, à la forêt de Vieillecour dans le Nontronnais, à Saint-Pierre-de-Frugie) au sud-ouest (2 m à Lamothe-Montravel). L'altitude du territoire communal varie quant à elle entre 123 mètres au sud, là où l'Isle quitte la commune et entre sur celle de Coulaures, et 242 ou 243 mètres au nord-est, presque en limite de la commune de Corgnac-sur-l'Isle.
Dans le cadre de la Convention européenne du paysage entrée en vigueur en France le 1er juillet 2006, renforcée par la loi du 8 août 2016 pour la reconquête de la biodiversité, de la nature et des paysages, un atlas des paysages de la Dordogne a été élaboré sous maîtrise d’ouvrage de l’État et publié en octobre 2020. Les paysages du département s'organisent en huit unités paysagères,. La commune fait partie du Périgord central, un paysage vallonné, aux horizons limités par de nombreux bois, plus ou moins denses, parsemés de prairies et de petits champs.
La superficie cadastrale de la commune publiée par l'Insee, qui sert de référence dans toutes les statistiques, est de 16,94 km2,,. La superficie géographique, issue de la BD Topo, composante du Référentiel à grande échelle produit par l'IGN, est quant à elle de 17,32 km2.

### Hydrographie

#### Réseau hydrographique
La commune est située dans le bassin de la Dordogne au sein du Bassin Adour-Garonne. Elle est drainée par l'Isle, le Ravillou, la Glane et par deux petits cours d'eau, qui constituent un réseau hydrographique de 7,5 km de longueur totale,.
L'Isle, d'une longueur totale de 255,29 km, prend sa source dans la Haute-Vienne dans la commune de Janailhac et se jette dans la Dordogne — dont elle est le principal affluent — en rive droite face à Arveyres, en limite de Fronsac et de Libourne,. Elle traverse la commune du nord au sud-est sur plus de quatre kilomètres.
Modeste affluent de l'Isle par sa longueur (environ 750 mètres), la Glane, issue d'une résurgence, présente un débit important qui permet d'alimenter en eau potable plusieurs communes.
Le Ravillou, d'une longueur totale de 13,13 km, prend sa source dans la commune de Dussac et se jette dans la Loue en rive droite, en limite de Coulaures et Saint-Pantaly-d'Excideuil. Il borde très marginalement le territoire communal au nord-est sur environ 150 mètres, face à Saint-Sulpice-d'Excideuil.

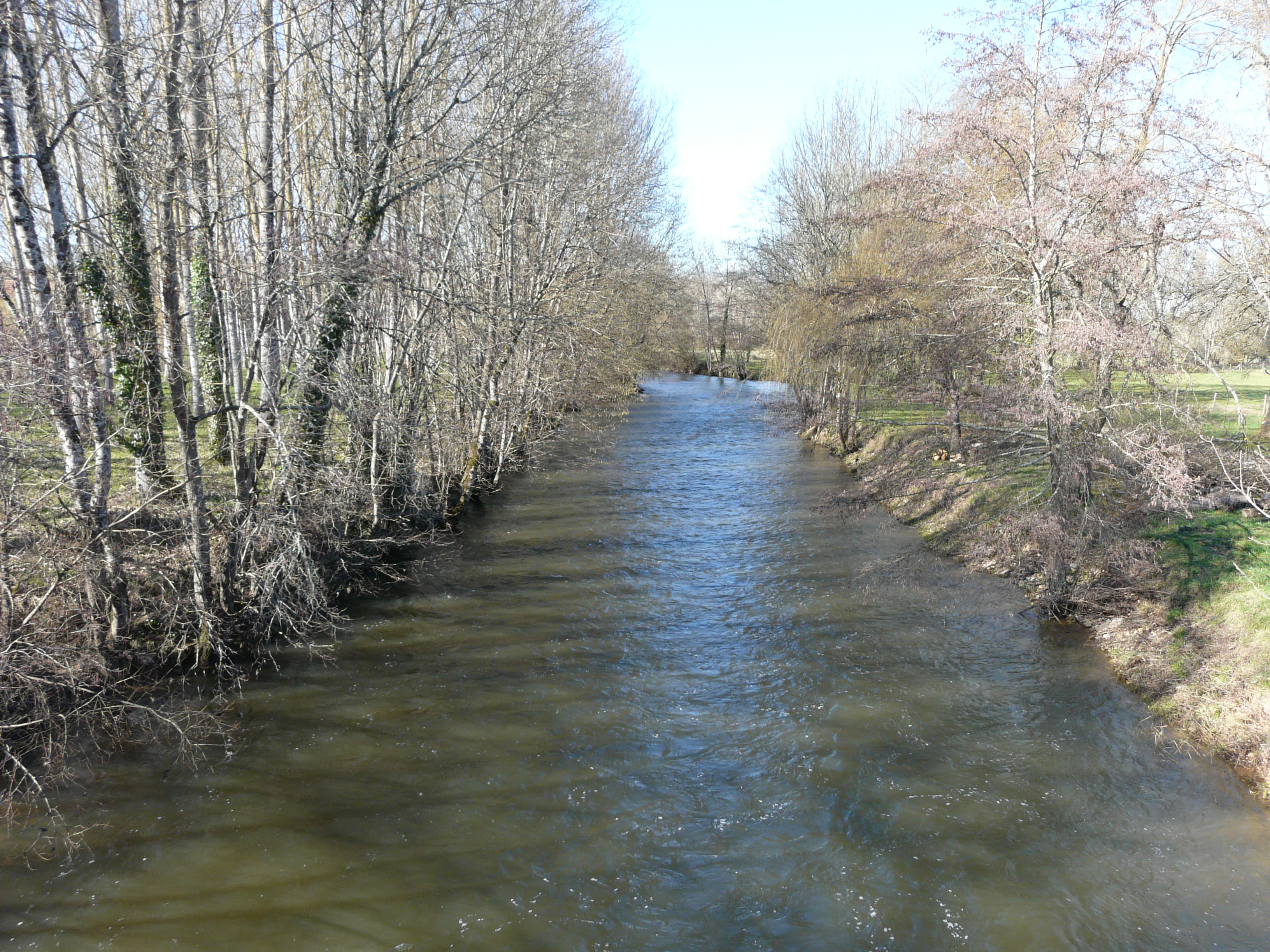
L'Isle en amont du pont situé entre Leymonie et les Maisons.
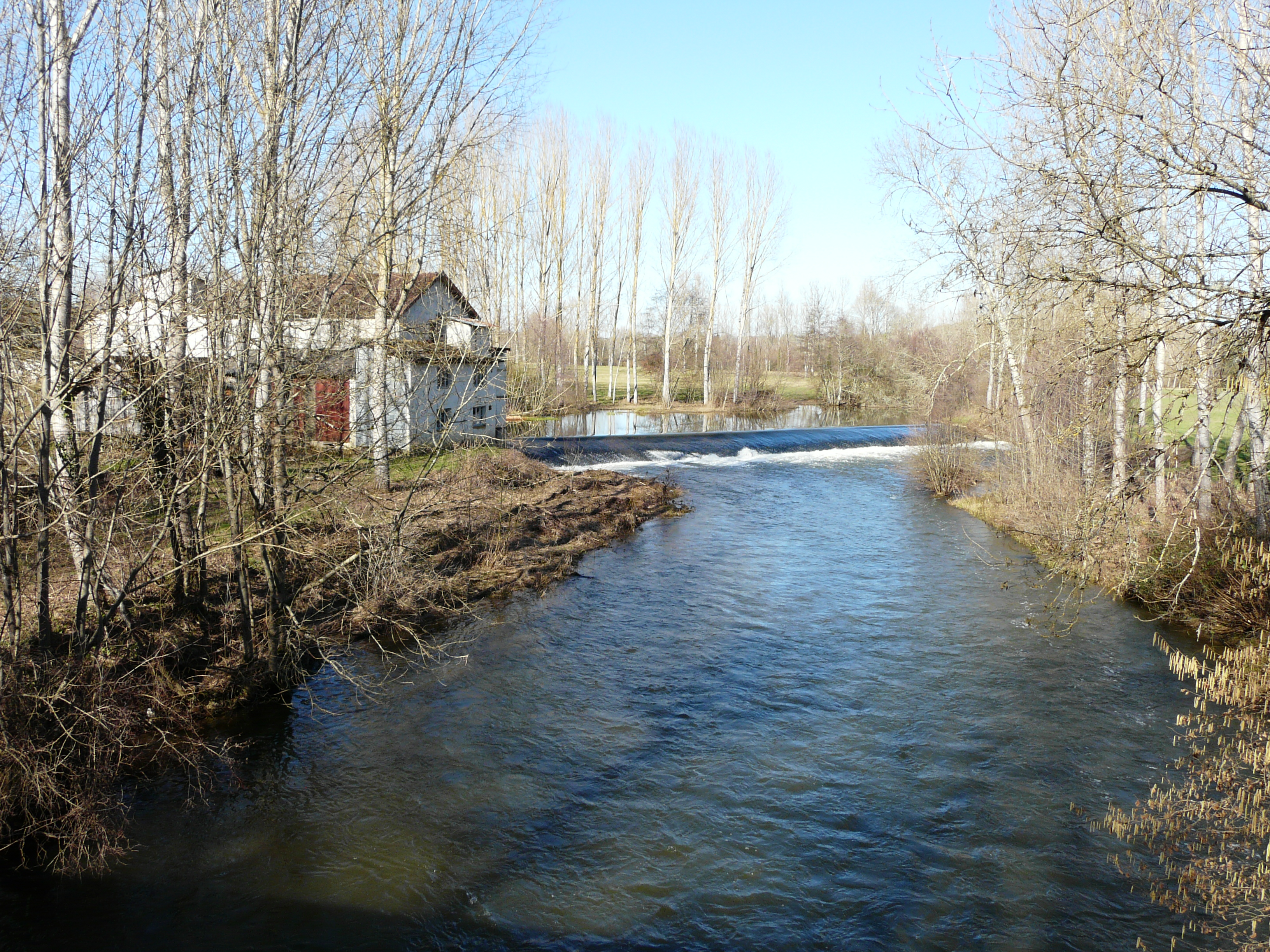
L'Isle en amont du pont de Taboury.
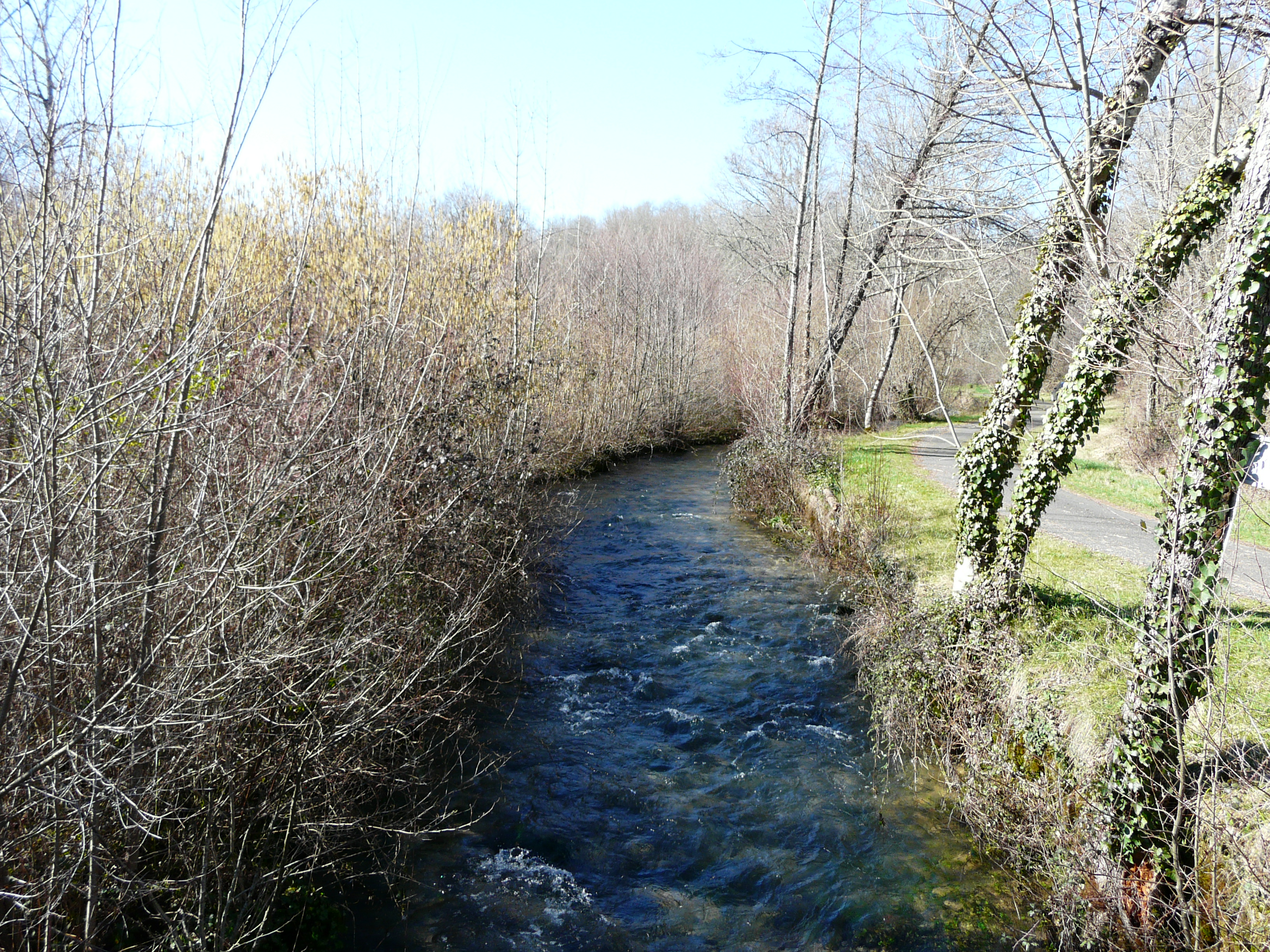
La Glane en amont du pont de la route de Leymonie.
Réseaux hydrographique et routier de Saint-Jory-las-Bloux.

#### Gestion et qualité des eaux
Le territoire communal est couvert par le schéma d'aménagement et de gestion des eaux (SAGE) « Isle - Dronne ». Ce document de planification, dont le territoire regroupe les bassins versants de l'Isle et de la Dronne, d'une superficie de 7 500 km2, a été approuvé le 2 août 2021. La structure porteuse de l'élaboration et de la mise en œuvre est l'établissement public territorial de bassin de la Dordogne (EPIDOR). Il définit sur son territoire les objectifs généraux d’utilisation, de mise en valeur et de protection quantitative et qualitative des ressources en eau superficielle et souterraine, en respect des objectifs de qualité définis dans le troisième SDAGE  du Bassin Adour-Garonne qui couvre la période 2022-2027, approuvé le 10 mars 2022.
La qualité des eaux de baignade et des cours d’eau peut être consultée sur un site dédié géré par les agences de l’eau et l’Agence française pour la biodiversité.

### Climat
Pour des articles plus généraux, voir Climat de la Nouvelle-Aquitaine et Climat de la Dordogne.
Historiquement, la commune est exposée à un climat océanique aquitain.  
En 2020, Météo-France publie une typologie des climats de la France métropolitaine dans laquelle la commune est exposée à un climat océanique altéré et est dans la région climatique  Ouest et nord-ouest du Massif Central, caractérisée par une pluviométrie annuelle de 900 à 1 500 mm, maximale en automne et en hiver.
Pour la période 1971-2000, la température annuelle moyenne est de 11,7 °C, avec  une amplitude thermique annuelle de 14,8 °C. Le cumul annuel moyen de précipitations est de 975 mm, avec 12,8 jours de précipitations en janvier et 7,4 jours en juillet. Pour la période 1991-2020, la température moyenne annuelle observée sur la station météorologique la plus proche, située sur la commune de La Coquille à 20 km à vol d'oiseau, est de 12,1 °C et le cumul annuel moyen de précipitations est de 1 178,8 mm,. Pour l'avenir, les paramètres climatiques de la commune estimés pour 2050 selon différents scénarios d’émission de gaz à effet de serre sont consultables sur un site dédié publié par Météo-France en novembre 2022.

### Milieux naturels et biodiversité

#### Espaces protégés
La protection réglementaire est le mode d’intervention le plus fort pour préserver des espaces naturels remarquables et leur biodiversité associée,.
La commune fait partie du bassin de la Dordogne, un territoire d'une superficie de 24 000 km2 reconnu réserve de biosphère par l'UNESCO en juillet 2012 et se situe à la fois dans sa « zone tampon » et dans sa « zone de transition ».

#### Réseau Natura 2000
Le réseau Natura 2000 est un réseau écologique européen de sites naturels d'intérêt écologique élaboré à partir des directives habitats et oiseaux, constitué de zones spéciales de conservation (ZSC) et de zones de protection spéciale (ZPS).
Aucun site Natura 2000 n'a été défini sur la commune.

#### Zones naturelles d'intérêt écologique, faunistique et floristique

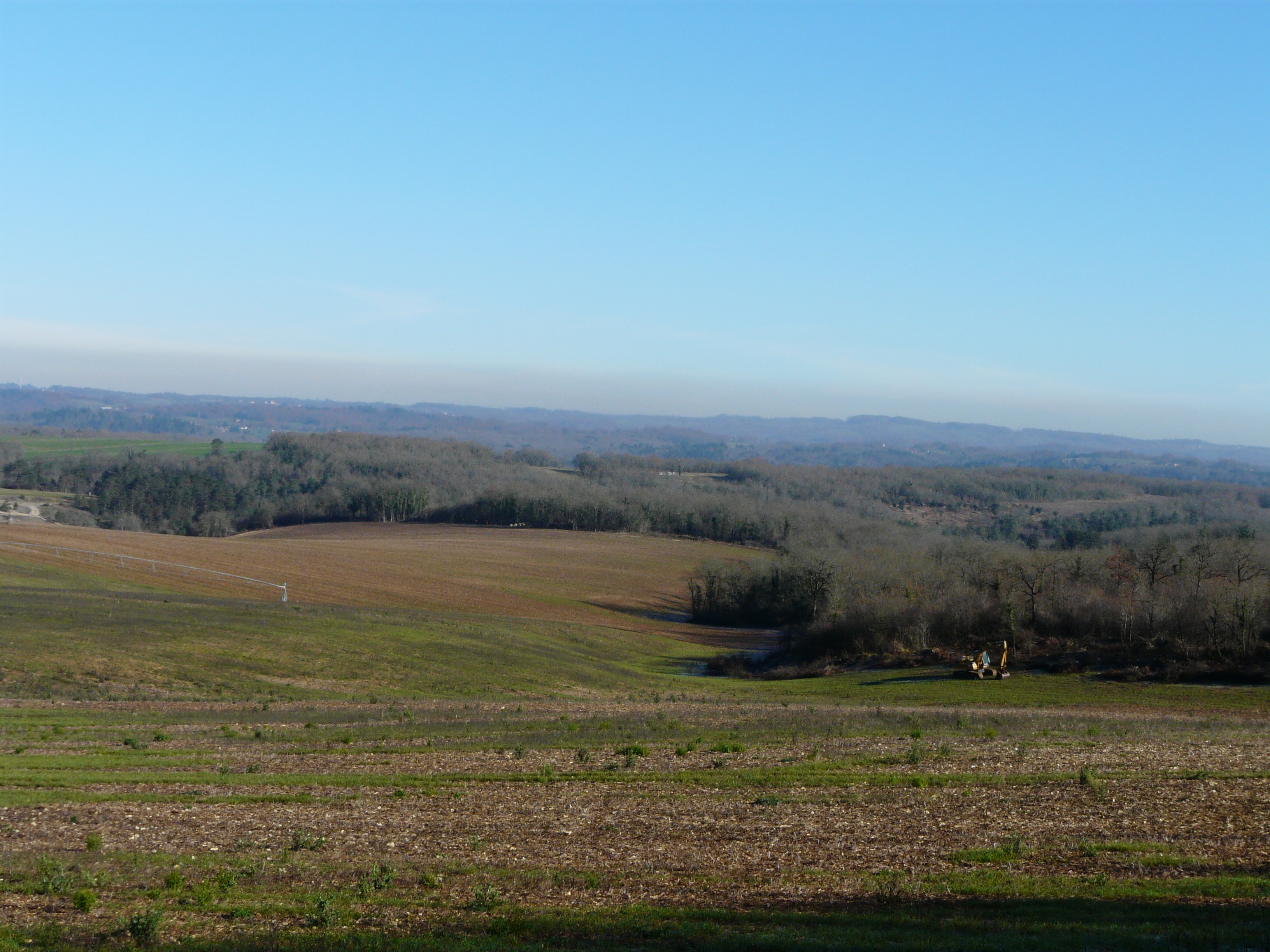
Le causse de Savignac, vers le lieu-dit Lalauvie.

L'inventaire des zones naturelles d'intérêt écologique, faunistique et floristique (ZNIEFF) a pour objectif de réaliser une couverture des zones les plus intéressantes sur le plan écologique, essentiellement dans la perspective d’améliorer la connaissance du patrimoine naturel national et de fournir aux différents décideurs un outil d’aide à la prise en compte de l’environnement dans l’aménagement du territoire.
En 2022, une ZNIEFF est recensée sur la commune d'après l'INPN : il s'agit d'une ZNIEFF de type 2, le « causse de Savignac », zone calcaire boisée qui concerne les coteaux en rive droite de l'Isle, sur huit communes, depuis Sarliac-sur-l'Isle au sud-ouest jusqu'à Négrondes au nord, et notamment ceux au sud-ouest de la commune s'étendant sur plus de 5 km2. L'intérêt majeur de cette ZNIEFF réside dans la présence d'une espèce déterminante de plantes, la Spirée à feuilles de millepertuis (Spiraea hypericifolia subsp. obovata).

## Urbanisme

### Typologie
Au 1er janvier 2024, Saint-Jory-las-Bloux est catégorisée commune rurale à habitat très dispersé, selon la nouvelle grille communale de densité à 7 niveaux définie par l'Insee en 2022.
Elle est située hors unité urbaine et hors attraction des villes,.

### Occupation des sols
L'occupation des sols de la commune, telle qu'elle ressort de la base de données européenne d’occupation biophysique des sols Corine Land Cover (CLC), est marquée par l'importance des forêts et milieux semi-naturels (51,7 % en 2018), une proportion sensiblement équivalente à celle de 1990 (51 %). La répartition détaillée en 2018 est la suivante : 
forêts (50,4 %), zones agricoles hétérogènes (23,3 %), prairies (16,4 %), terres arables (8,6 %), milieux à végétation arbustive et/ou herbacée (1,3 %). L'évolution de l’occupation des sols de la commune et de ses infrastructures peut être observée sur les différentes représentations cartographiques du territoire : la carte de Cassini (XVIIIe siècle), la carte d'état-major (1820-1866) et les cartes ou photos aériennes de l'IGN pour la période actuelle (1950 à aujourd'hui).

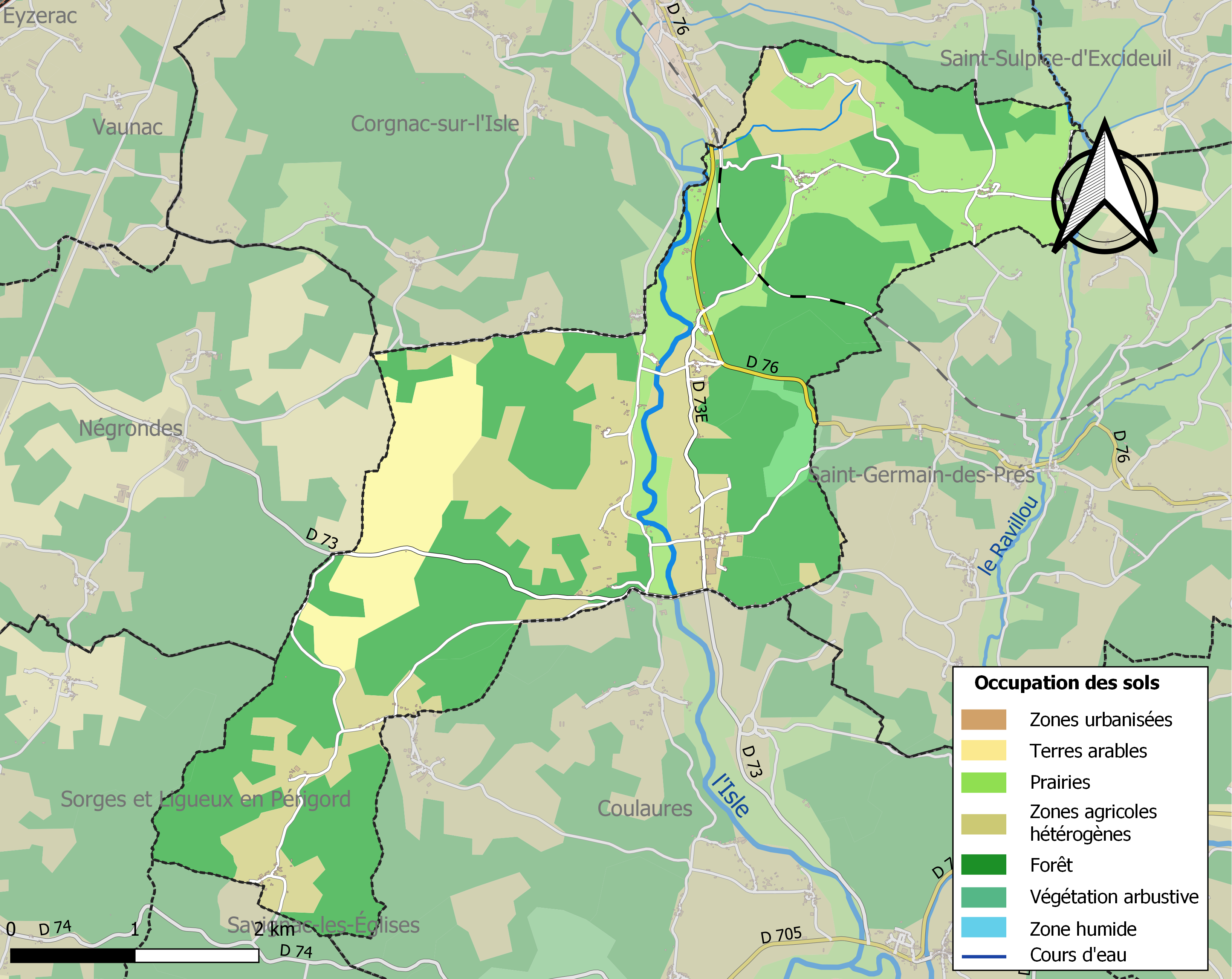
Carte des infrastructures et de l'occupation des sols de la commune en 2018 (CLC).

### Site remarquable

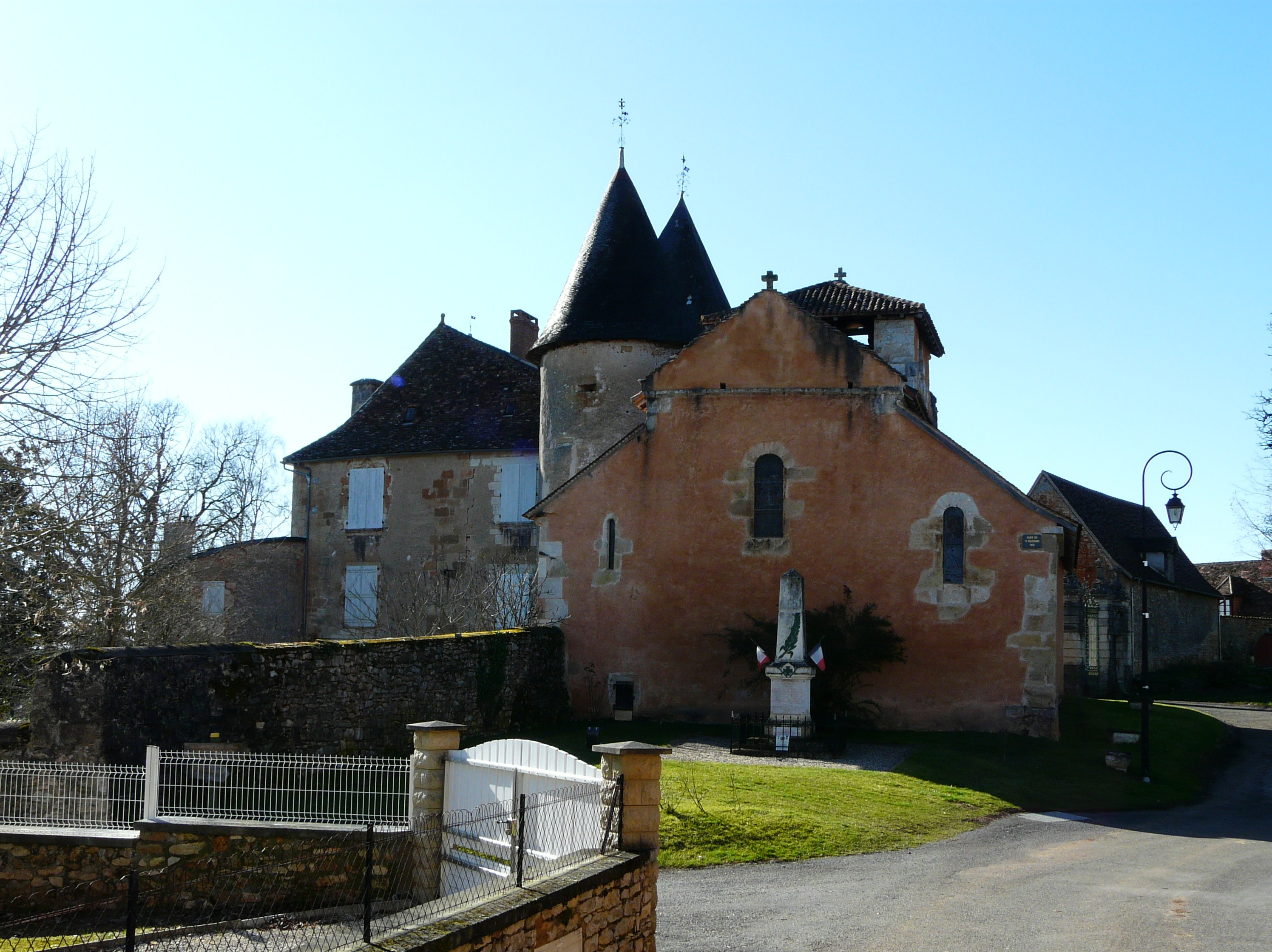
Le château et l'église.

Sur trois hectares, la partie ouest du village de Saint-Jory-las-Bloux englobant le château, l'église, ainsi que leurs abords, est un site inscrit depuis 1944 pour son côté pittoresque.

### Villages, hameaux et lieux-dits
Outre le bourg de Saint-Jory-las-Bloux proprement dit, la commune se compose d'autres villages ou hameaux, ainsi que de lieux-dits :
- Bost la Porte
- Chanterane
- Chaumont
- le Cros
- la Fayolle
- Fonfroide
- les Fontenelles
- Lalauvie
- Lapouge
- Laubertie
- Létang
- Leymarie
- Leymonie
- Leyssartroux
- Magnac
- Magnagot
- la Maison Blanche
- les Maisons
- la Migaudie
- la Monzie
- Moulin Chambon
- Ogres
- le Pêcher
- les Plantes
- la Renaudie
- Roncecy
- la Roumina
- Taboury
- Tersac
- la Vergne.

### Prévention des risques
Le territoire de la commune de Saint-Jory-las-Bloux est vulnérable à différents aléas naturels : météorologiques (tempête, orage, neige, grand froid, canicule ou sécheresse), inondations, feux de forêts, mouvements de terrains et séisme (sismicité très faible). Un site publié par le BRGM permet d'évaluer simplement et rapidement les risques d'un bien localisé soit par son adresse soit par le numéro de sa parcelle.
Certaines parties du territoire communal sont susceptibles d’être affectées par le risque d’inondation par débordement de cours d'eau, notamment l'Isle et le Ravillou. La commune a été reconnue en état de catastrophe naturelle au titre des dommages causés par les inondations et coulées de boue survenues en 1982, 1988, 1993, 1999 et 2007,.
Saint-Jory-las-Bloux est exposée au risque de feu de forêt. L’arrêté préfectoral du 14 mars 2013 fixe les conditions de pratique des incinérations et de brûlage dans un objectif de réduire le risque de départs d’incendie. À ce titre, des périodes sont déterminées : interdiction totale du 15 février au 15 mai et du 15 juin au 15 octobre, utilisation réglementée du 16 mai au 14 juin et du 16 octobre au 14 février. En septembre 2020, un plan inter-départemental de protection des forêts contre les incendies (PidPFCI) a été adopté pour la période 2019-2029,.

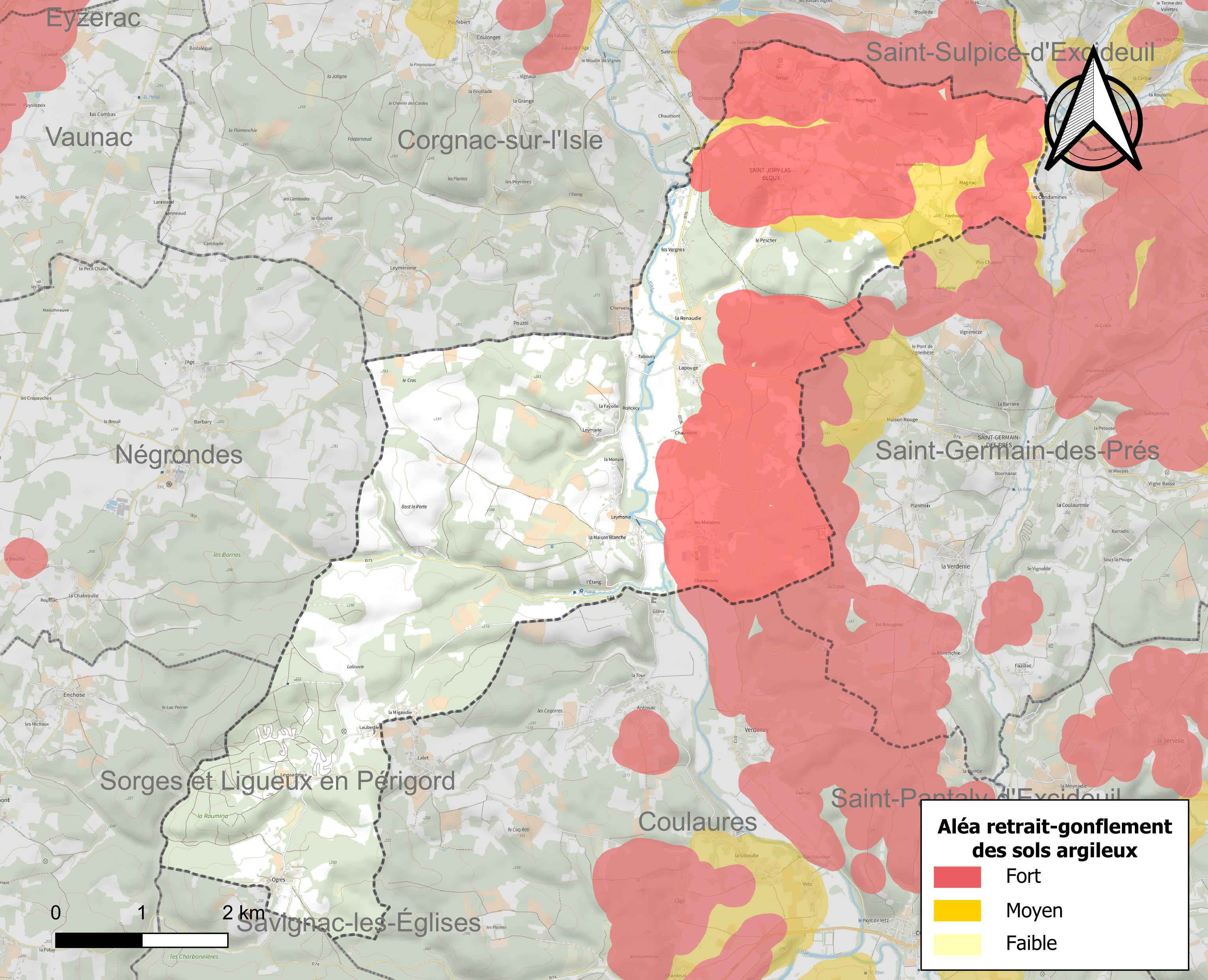
Carte des zones d'aléa retrait-gonflement des sols argileux de Saint-Jory-las-Bloux.

Les mouvements de terrains susceptibles de se produire sur la commune sont des tassements différentiels. Le retrait-gonflement des sols argileux est susceptible d'engendrer des dommages importants aux bâtiments en cas d’alternance de périodes de sécheresse et de pluie. 36 % de la superficie communale est en aléa moyen ou fort (58,6 % au niveau départemental et 48,5 % au niveau national métropolitain). Depuis le 1er octobre 2020, en application de la loi ÉLAN, différentes contraintes s'imposent aux vendeurs, maîtres d'ouvrages ou constructeurs de biens situés dans une zone classée en aléa moyen ou fort,.
La commune a été reconnue en état de catastrophe naturelle au titre des dommages causés par la sécheresse en 2005 et par des mouvements de terrain en 1999.

## Toponymie
Jory est une variante occitane de Georges. Le nom de la commune se réfère donc à saint Georges, martyr chrétien du début du IVe siècle. La seconde partie du nom pourrait désigner une colline.
En occitan limousin, la commune se nomme Sent Jòri las Blos.

## Histoire

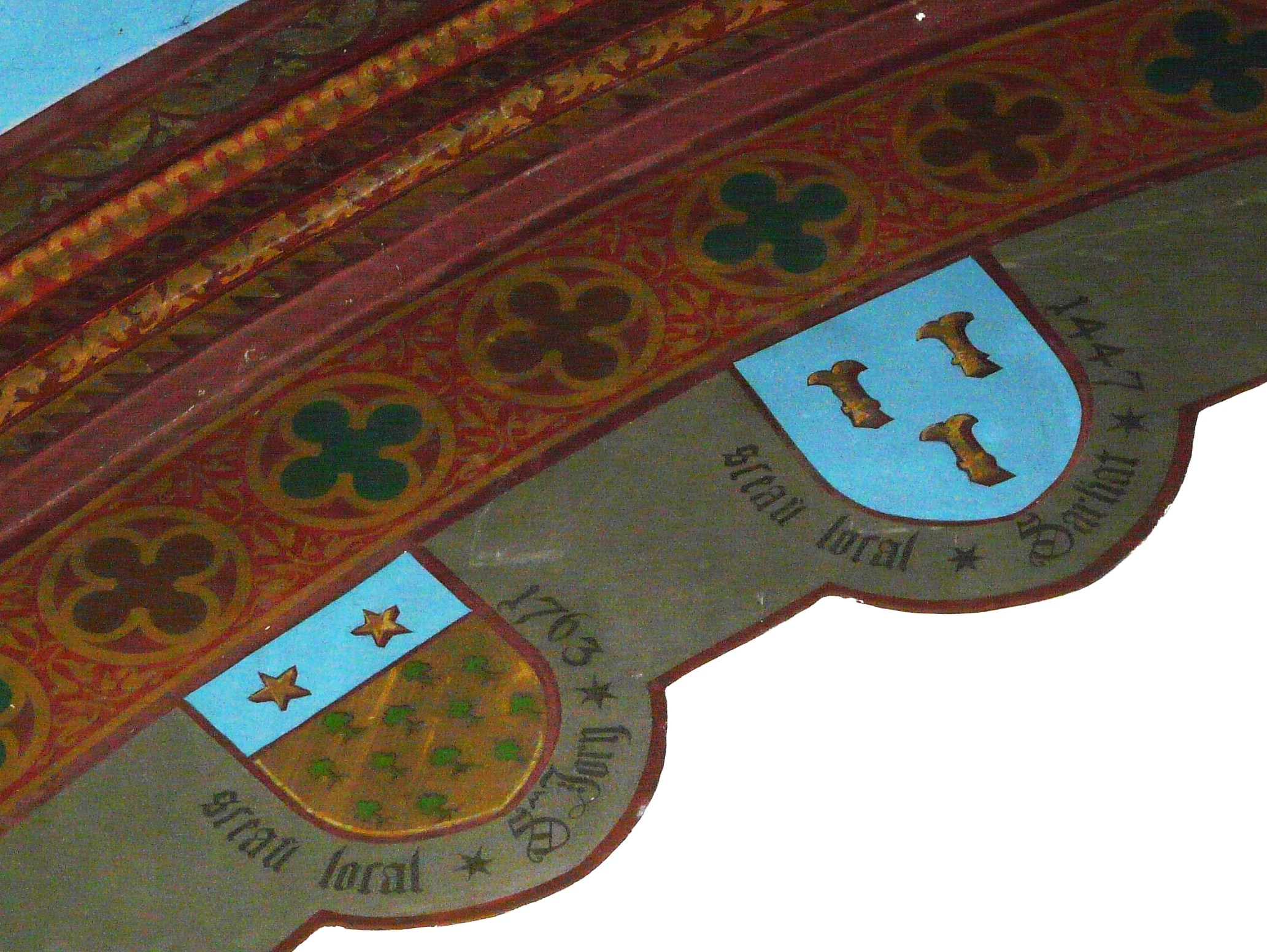
À gauche, le sceau local de Saint Jory en 1763 (église de Savignac-les-Églises).

À partir du XIIe siècle, Saint Jory est l'une des vingt-cinq paroisses dépendant de l'archiprêtré de Thiviers.
La première mention écrite connue du lieu apparaît au XIIIe siècle et concerne son église romane : Sanctus Georgius de las Blos.
Sur la carte de Cassini représentant la France entre 1756 et 1789, le village est identifié sous le nom de Saint Jorry.
Le 17 mai 1944, lors d'un accrochage avec des miliciens et des GMR, deux maquisards meurent sur la commune ; deux autres, blessés, sont torturés à Thiviers par la milice qui les fusille ensuite ; un cinquième meurt de ses blessures quatre jours après à la cité sanitaire de Clairvivre.

## Politique et administration

### Rattachements administratifs et électoraux
La commune de Saint-Jory-las-Bloux a, dès 1790, été rattachée au canton d'Excideuil qui dépendait du district d'Excideuil jusqu'en 1795, date de suppression des districts. En 1801, le canton d'Excideuil est rattaché à l'arrondissement de Périgueux.
Dans le cadre de la réforme de 2014 définie par le décret du 21 février 2014, ce canton disparaît aux élections départementales de mars 2015. La commune est alors rattachée au canton d'Isle-Loue-Auvézère.
En 2017, Saint-Jory-las-Bloux est rattachée à l'arrondissement de Nontron,.

### Intercommunalité
Fin 2003, Saint-Jory-las-Bloux intègre dès sa création la communauté de communes Causses et Rivières en Périgord. Celle-ci est dissoute le 1er janvier 2017 et ses communes — hormis Savignac-les-Églises qui rejoint Le Grand Périgueux — sont rattachées à la communauté de communes du Pays de Lanouaille qui la même année prend le nom de communauté de communes Isle-Loue-Auvézère en Périgord.

### Administration municipale
La population de la commune étant comprise entre 100 et 499 habitants au recensement de 2017, onze conseillers municipaux ont été élus en 2020,.

### Liste des maires

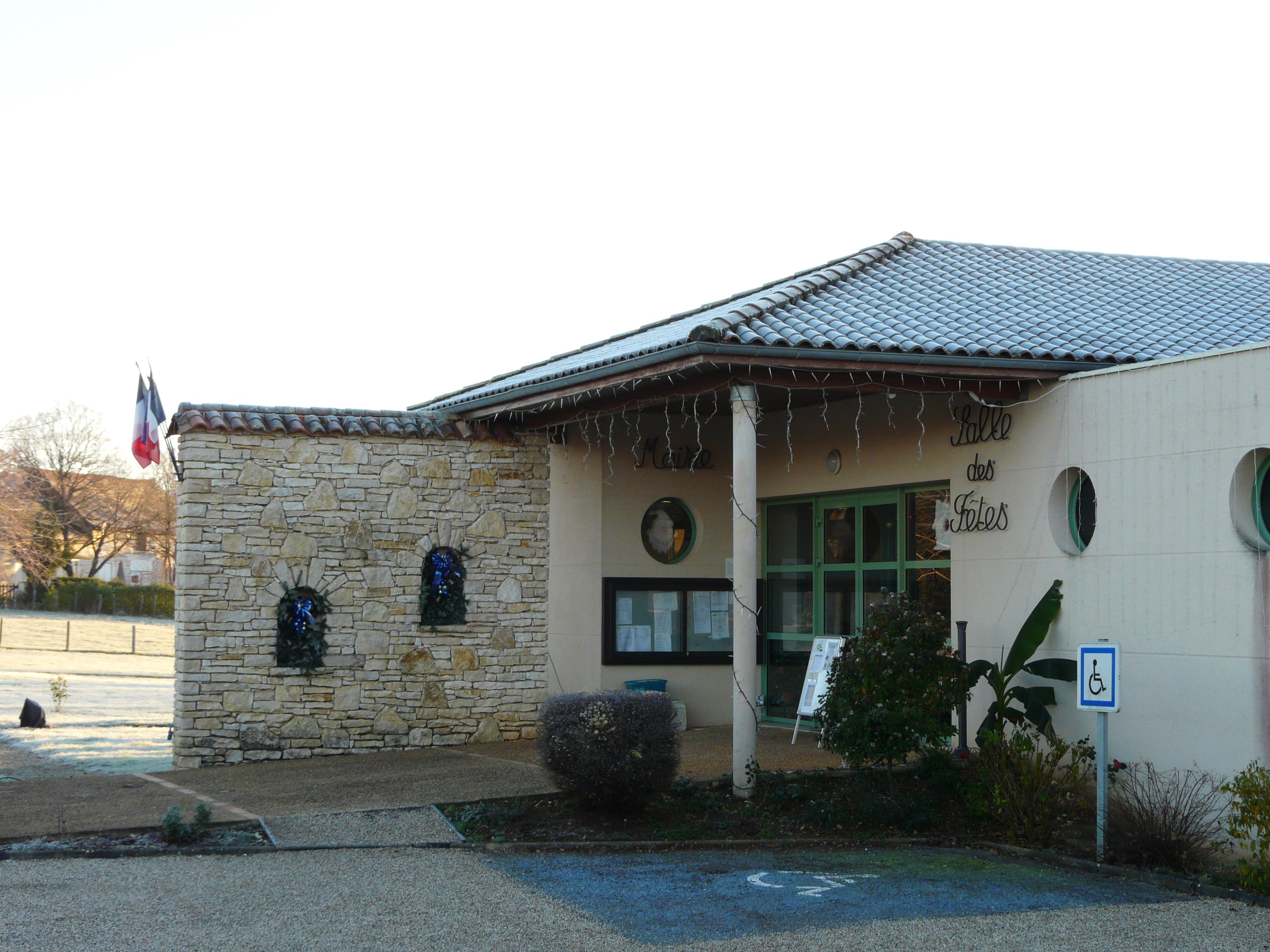
La mairie.

| Période                                  | Période        | Identité               | Étiquette | Qualité                                                                 |
| ---------------------------------------- | -------------- | ---------------------- | --------- | ----------------------------------------------------------------------- |
| Les données manquantes sont à compléter. |                |                        |           |                                                                         |
| 1792                                     |                | Antoine Picaud         |           |                                                                         |
| janvier 1794                             |                | Antoine Foucaud        |           | Marchand                                                                |
| avril 1799                               |                | Jean Dufraisse         |           |                                                                         |
| septembre 1801                           |                | Jean Debrégeas         |           |                                                                         |
| 1809                                     | mai 1838       | Léonard Foucaud        |           |                                                                         |
| juillet 1838                             |                | Pierre Picaud          |           |                                                                         |
| mai 1845                                 | novembre 1852  | Frédéric de Coustin    |           |                                                                         |
| novembre 1852                            | février 1856   | Pierre Javanaud        |           |                                                                         |
| février 1856                             | janvier 1859   | Frédéric de Coustin    |           |                                                                         |
| janvier 1859                             |                | Jacques Romain Beyly   |           |                                                                         |
| 1860                                     | 1865           | Romain Beyly           |           |                                                                         |
| 1865                                     | 1870           | Javanaud               |           |                                                                         |
| 1870                                     | 1871           | Sudrie                 |           |                                                                         |
| 1871                                     | octobre 1876   | Javanaud               |           |                                                                         |
| octobre 1876                             | 1890 ou après  | Germain Bourgueil      |           |                                                                         |
|                                          |                | [ Note 9 ]             |           |                                                                         |
| 1901 ou avant                            | mai 1917       | Pierre Garrigue        |           |                                                                         |
| 1917                                     | 1918           | Aubin Rebeyrol         |           |                                                                         |
| 1918                                     | 1923           | Aubin Lestieux         |           |                                                                         |
| septembre 1923                           | 1925           | Jean Dufraisse         |           |                                                                         |
| mai 1925                                 | mai 1945       | Camille Dufrraise      |           |                                                                         |
| mai 1945                                 | mars 1977      | Édouard Sutour         |           |                                                                         |
| mars 1977                                | mars 1979      | Pierre Joussain        |           |                                                                         |
| mars 1979                                | juin 1995      | Paul Pertuit           | PCF       |                                                                         |
| juin 1995                                | juillet 1997   | Bernard Blanchard      | PCF       |                                                                         |
| août 1997                                | mars 2001      | Jean-Claude Neycenssac |           |                                                                         |
| mars 2001                                | mars 2012      | Rémy Bernier           | PS        | Gérant de société, Conseiller général du canton d'Excideuil (2008-2012) |
| mars 2012                                | mai 2012       | Colette Blanchard      |           | Adjointe faisant fonctions de maire                                     |
| mai 2012                                 | mars 2014      | Colette Blanchard      |           |                                                                         |
| mars 2014                                | mai 2020       | Martine Heim           | PCF       |                                                                         |
| mai 2020                                 | juin 2022      | Jean-Pierre Sautonie   |           |                                                                         |
| juin 2022                                | septembre 2022 | Pierre Sutour          |           | Premier adjoint faisant fonctions de maire                              |
| septembre 2022                           | En cours       | Pierre Sutour          |           |                                                                         |

## Équipements et services publics

### Eau
En 2024, la commune dépend du Syndicat intercommunal d'alimentation en eau potable (SIAEP) du Nord Est Périgord.

### Enseignement
En 2014, Corgnac-sur-l'Isle, Eyzerac, Saint-Germain-des-Prés et Saint-Jory-las-Bloux sont organisées en regroupement pédagogique intercommunal (RPI) au niveau des classes de primaire.

### Justice
En 2023, dans le domaine judiciaire, Saint-Jory-las-Bloux relève : 
- du tribunal judiciaire, du tribunal pour enfants, du conseil de prud'hommes et du tribunal de commerce de Périgueux ;
- du pôle Nationalité du tribunal judiciaire de Périgueux (compétent uniquement dans le domaine de la nationalité) ;
- de la cour d'appel, du tribunal administratif et de la  cour administrative d'appel de Bordeaux.

## Population et société

### Démographie
Les habitants de la commune sont appelés les Lasblouxjoriens.
L'évolution du nombre d'habitants est connue à travers les recensements de la population effectués dans la commune depuis 1793. Pour les communes de moins de 10 000 habitants, une enquête de recensement portant sur toute la population est réalisée tous les cinq ans, les populations de référence des années intermédiaires étant quant à elles estimées par interpolation ou extrapolation. Pour la commune, le premier recensement exhaustif entrant dans le cadre du nouveau dispositif a été réalisé en 2004.

En 2022, la commune comptait 239 habitants, en évolution de +1,27 % par rapport à 2016 (Dordogne : +0,37 %, France hors Mayotte : +2,11 %).
| 1793 | 1800 | 1806 | 1821 | 1831 | 1836 | 1841 | 1846 | 1851 |
| ---- | ---- | ---- | ---- | ---- | ---- | ---- | ---- | ---- |
| 630  | 301  | 461  | 467  | 569  | 646  | 682  | 690  | 683  |

| 1856 | 1861 | 1866 | 1872 | 1876 | 1881 | 1886 | 1891 | 1896 |
| ---- | ---- | ---- | ---- | ---- | ---- | ---- | ---- | ---- |
| 649  | 637  | 600  | 570  | 595  | 581  | 554  | 582  | 503  |

| 1901 | 1906 | 1911 | 1921 | 1926 | 1931 | 1936 | 1946 | 1954 |
| ---- | ---- | ---- | ---- | ---- | ---- | ---- | ---- | ---- |
| 441  | 484  | 463  | 403  | 380  | 401  | 417  | 342  | 326  |

| 1962 | 1968 | 1975 | 1982 | 1990 | 1999 | 2004 | 2006 | 2009 |
| ---- | ---- | ---- | ---- | ---- | ---- | ---- | ---- | ---- |
| 292  | 271  | 229  | 251  | 241  | 237  | 239  | 246  | 255  |

| 2014 | 2019 | 2022 | - | - | - | - | - | - |
| ---- | ---- | ---- | - | - | - | - | - | - |
| 241  | 236  | 239  | - | - | - | - | - | - |

## Économie

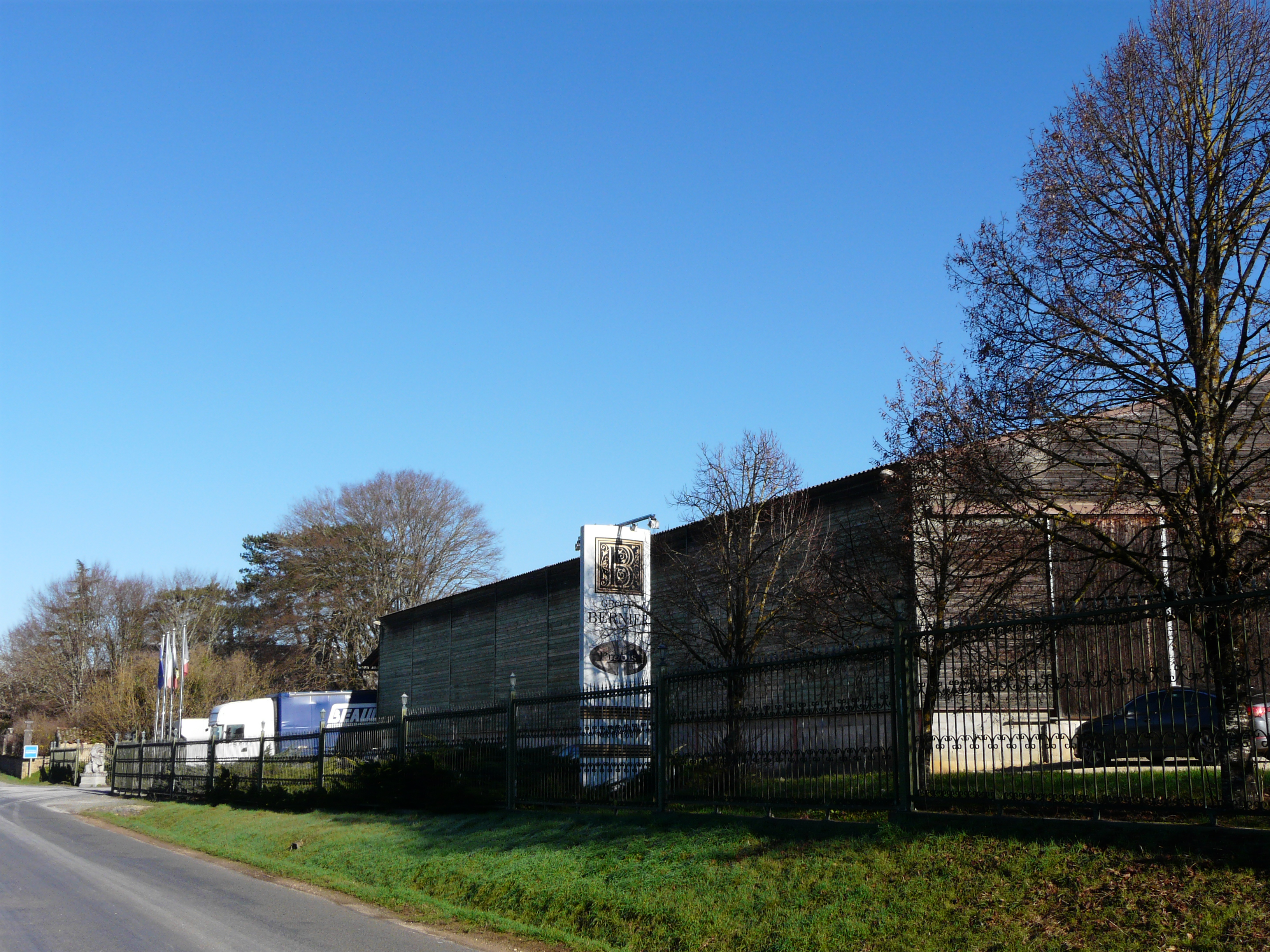
Les locaux de l'entreprise « Bernier Frères ».

### Emploi
En 2015, parmi la population communale comprise entre 15 et 64 ans, les actifs représentent 102 personnes, soit 42,9 % de la population municipale. Le nombre de chômeurs (neuf) est resté stable par rapport à 2010 et le taux de chômage de cette population active s'établit à 8,7 %.

### Établissements
Au 31 décembre 2013, la commune compte vingt-cinq établissements, dont neuf au niveau des commerces, transports ou services, six dans la construction, quatre dans l'agriculture, la sylviculture ou la pêche, quatre dans l'industrie, et deux relatifs au secteur administratif, à l'enseignement, à la santé ou à l'action sociale.
Au 31 décembre 2015, la commune compte dix-neuf établissements, dont cinq au niveau des commerces, transports ou services, quatre dans la construction, quatre dans l'agriculture, la sylviculture ou la pêche, trois relatifs au secteur administratif, à l'enseignement, à la santé ou à l'action sociale, et trois dans l'industrie.

### Entreprises
Dans le secteur industriel, parmi les entreprises dont le siège social est en Dordogne, la société « Bernier Frères » implantée à Saint-Jory-las-Bloux se classe en 15e position quant au chiffre d'affaires hors taxes en 2015-2016, avec 21 811 k€. En 2021, l'entreprise devenue Groupe Bernier est capable de produire 115 000 cercueils dans l'année et emploie  sur quatorze sites en France 143 salariés, dont 86 à Saint-Jory-las-Bloux.

## Culture locale et patrimoine

### Lieux et monuments
- Église Saint-Georges du XIIIe siècle, inscrite en 1961 au titre des monuments historiques[88], ses trésors dont sa pietà d'époque Renaissance[89]. Une litre funéraire armoriée ceint le chœur sur trois côtés.
- Château attenant à l'église, mêlant des éléments du XVe au XVIIIe siècle, sur des bases remontant au XIIIe siècle[90]. Dans son roman Le Moulin du Frau écrit en 1891, Eugène Le Roy se sert du château de Saint-Jory-las-Bloux comme modèle pour le « château de Puygolfier »[56].
- Château de Laubertie du XIXe siècle[91].
- L'ancienne voie de chemin de fer (ligne de Thiviers à Saint-Aulaire) est utilisée l'été par un vélorail entre Corgnac-sur-l'Isle et Saint-Andrieux (commune de Saint-Germain-des-Prés)[92].

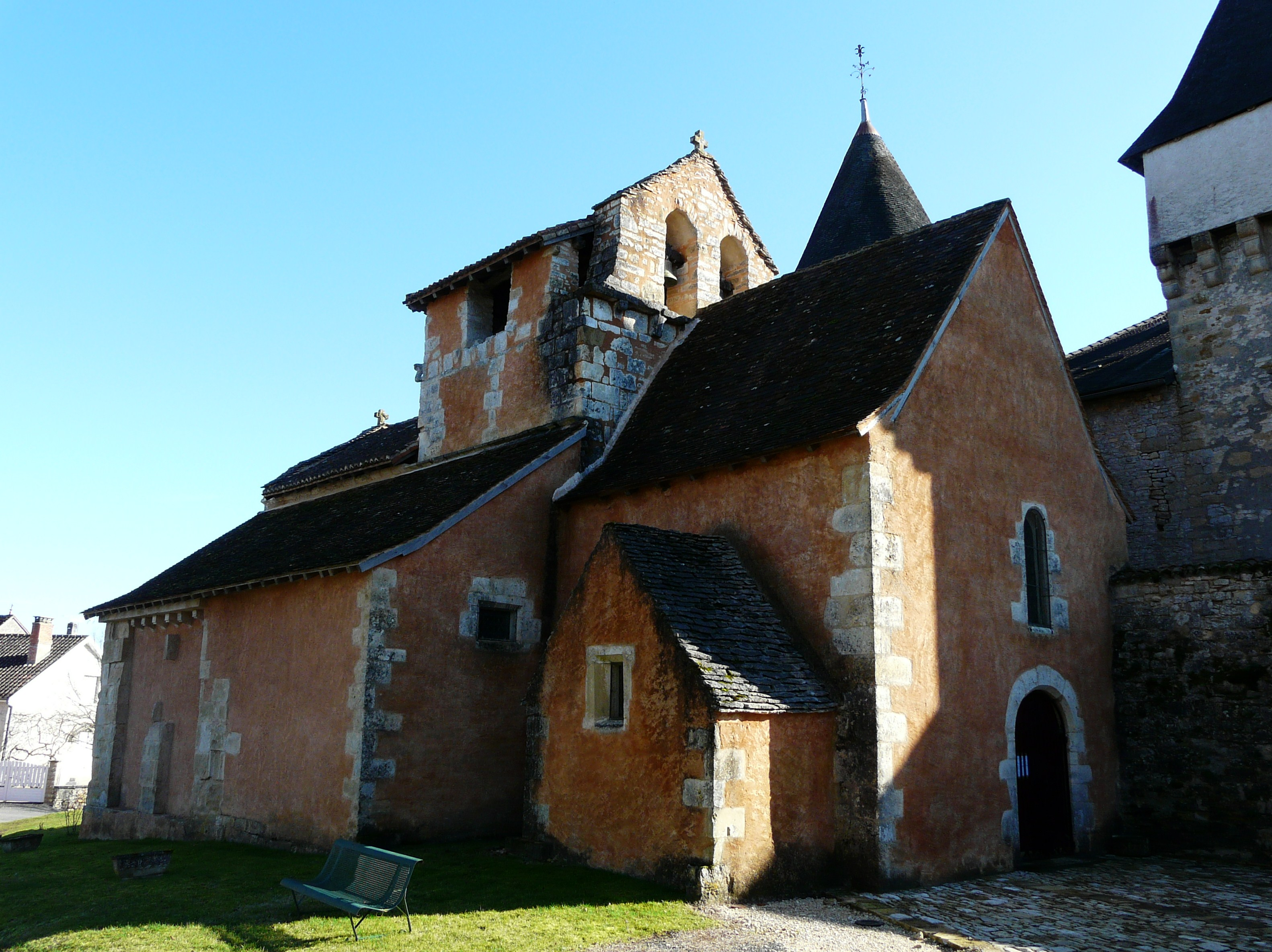
L'église Saint-Georges.
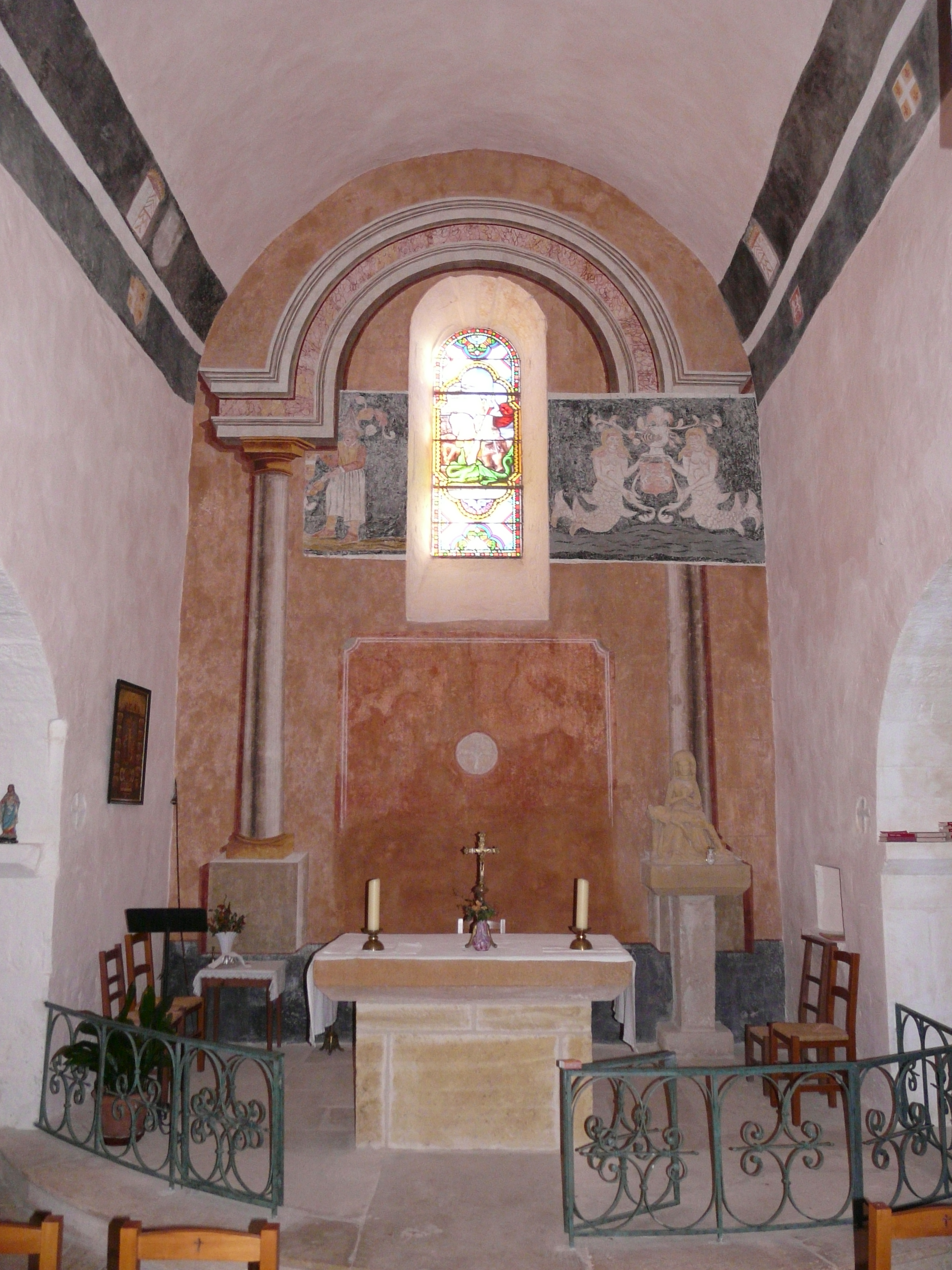
Le chœur de l'église.
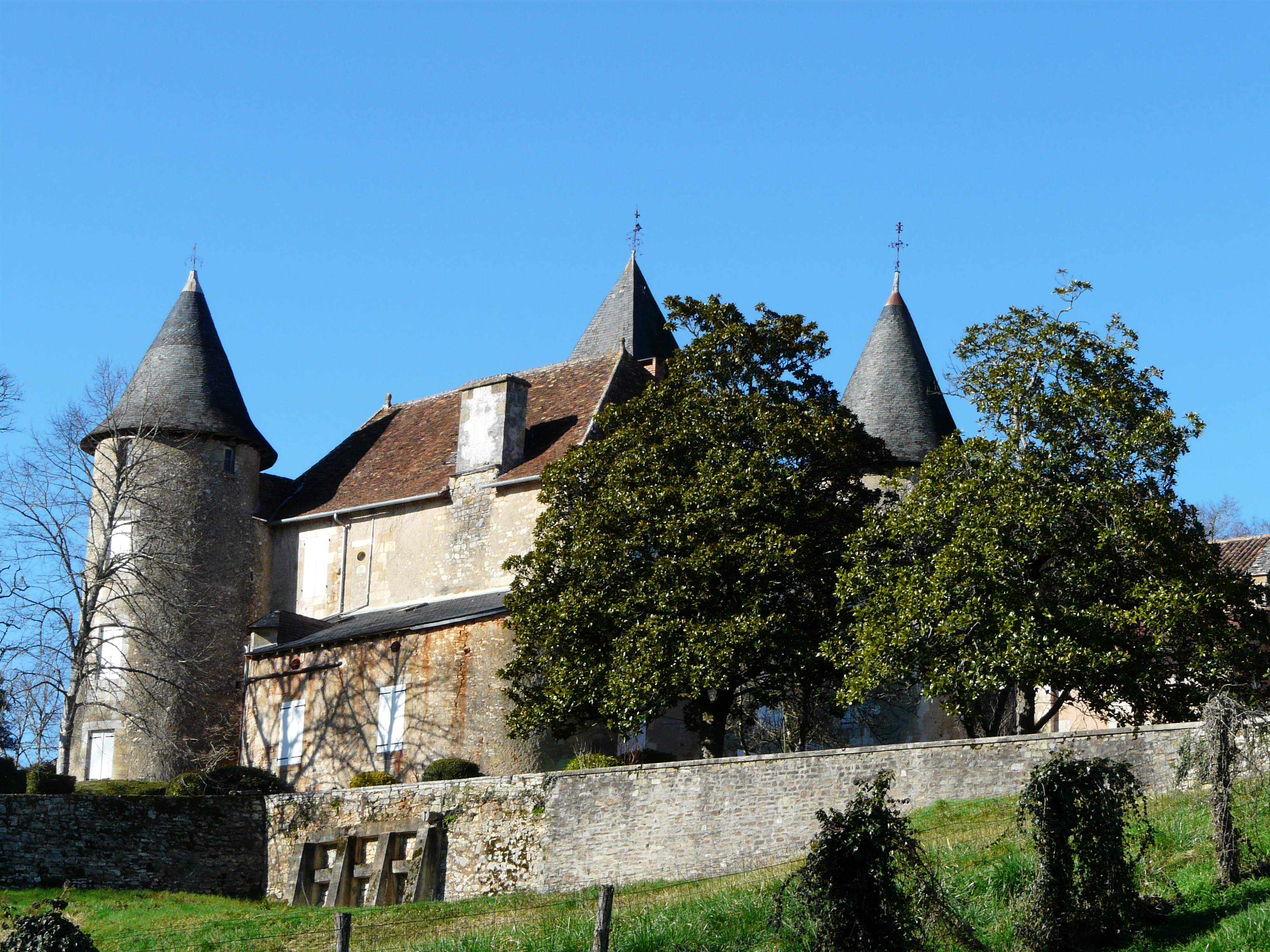
Le château de Saint-Jory-las-Bloux.
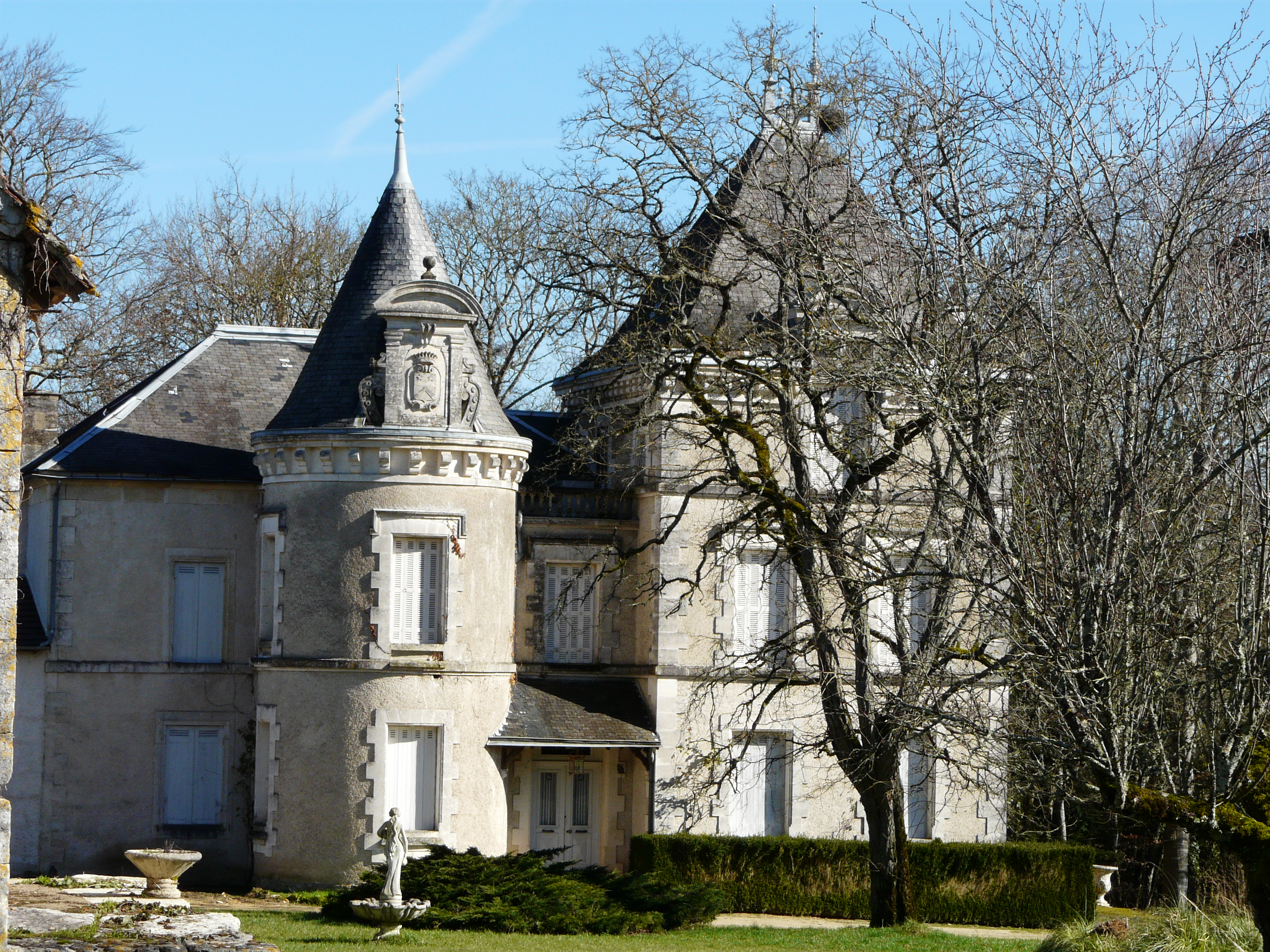
Le château de Laubertie.
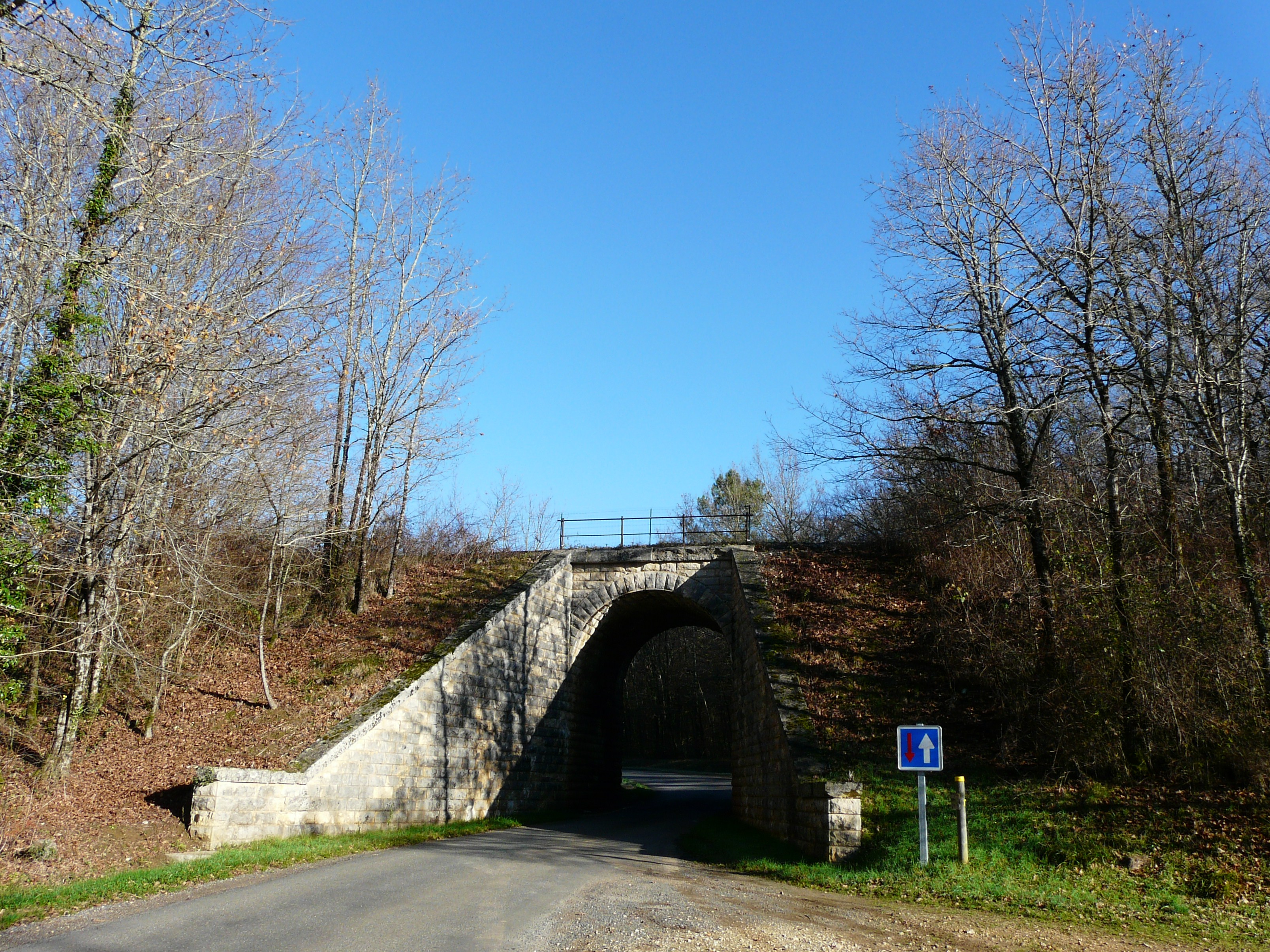
Pont de l'ancienne voie de chemin de fer.

### Héraldique
| Blason de Saint-Jory-las-Bloux | Blason  | De sinople aux trois fers de moulin d’or soutenus d’une rivière d’argent ondée de sable mouvant de la pointe. |
| Blason de Saint-Jory-las-Bloux | Détails | Le statut officiel du blason reste à déterminer.                                                              |

## Pour approfondir